# Équipe des Jaguars d'Amérique du Sud de rugby à XV
Ne doit pas être confondu avec Équipe des Jaguars d'Argentine de rugby à XV, réserve de l'équipe nationale d'Argentine.
Ne doit pas être confondu avec les Jaguares, franchise argentine en Super Rugby.
Maillots
L'équipe des Jaguars d'Amérique du Sud de rugby à XV, également désignée en tant que Sudamérica XV, est une sélection de rugby à XV formée de joueurs sud-américains. Elle a joué huit tests match contre l'Afrique du Sud au début des années 1980. 

## Histoire

### Tournées des Jaguars en Afrique du Sud
L'équipe est mise sur pied dans les années 1980 sous la direction de Rodolfo O'Reilly, également sélectionneur de l'Argentine, afin de jouer des rencontres contre l'Afrique du Sud. L'invitation lancée par les sud-africains aux sud-américains vise à compenser le boycott des grandes nations du rugby contre l'Afrique du Sud mise en place en réaction à la politique d'apartheid. L'équipe regroupe principalement des joueurs argentins mais comprend également quelques joueurs brésiliens, chiliens, paraguayens et uruguayens. Sur les huit matchs disputés, les Springboks en ont remporté sept contre un seul pour les Jaguars, à Bloemfontein en 1982. 

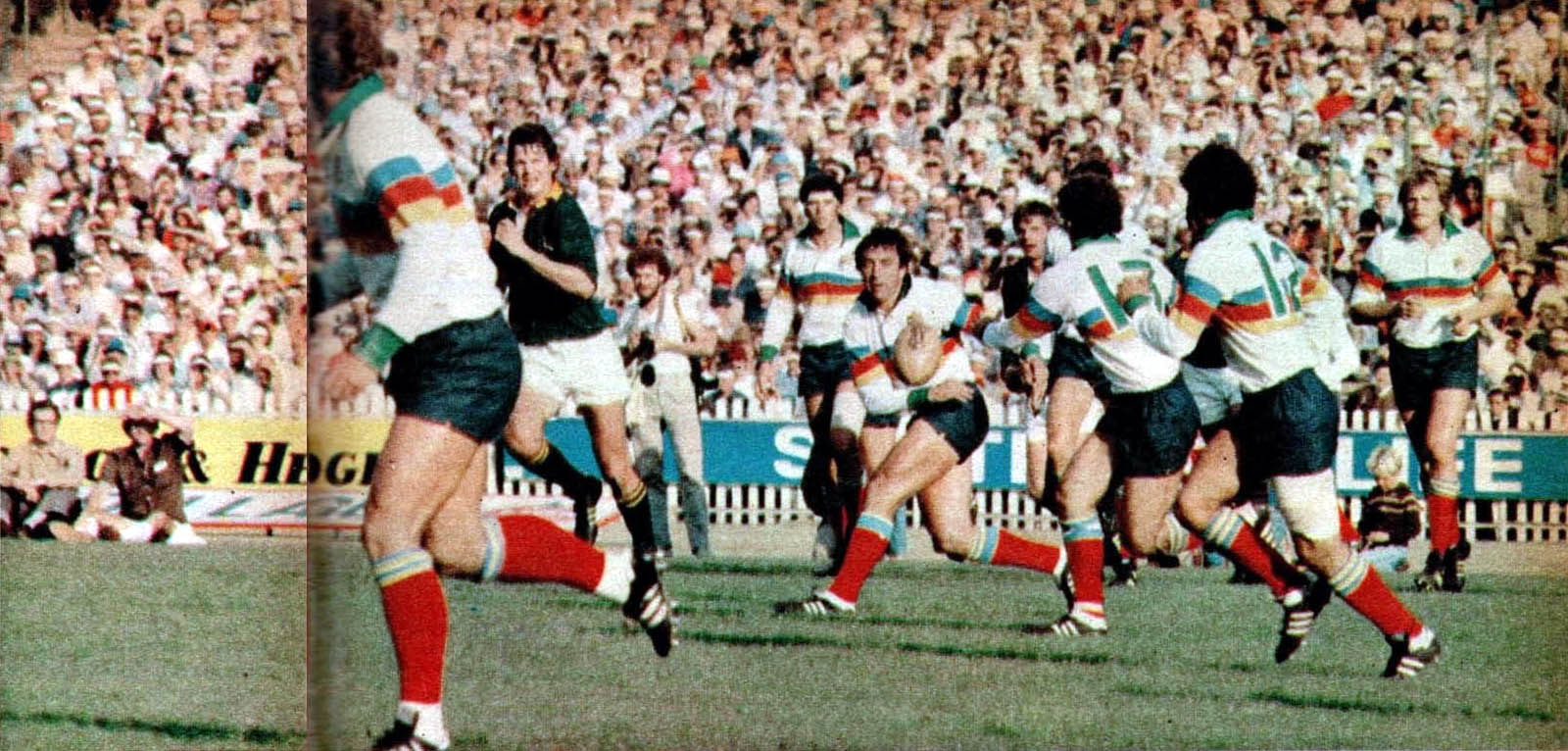
Les Sudamérica XV affrontent l'Afrique du Sud en 1982.

Entre 1980 et 1984, les Jaguars (également désignés en tant que Sudamérica XV), constituent un faux-nez de l'équipe d'Argentine, non reconnu officiellement par la fédération argentine de rugby à XV (UAR). Ce stratagème permet de contourner le boycott mis en place par le gouvernement argentin au début des années 1970 contre l'Afrique du Sud et la Rhodésie en réaction à leur politiques d'apartheid. La politique argentine, qui proscrit toute relation officielle entre les fédérations sportives argentines et celles des deux pays africains, a été mise en place pour la première fois en 1971 lorsque le gouvernement interdit aux Pumas d'aller jouer un match à Salisbury en Rhodésie durant leur tournée en Afrique du Sud. En mars 1973, la fédération et le gouvernement argentins s'opposent fortement : le gouvernement conteste l'autorisation par l'UAR au club de San Isidro de partir en Afrique du Sud et force le comité exécutif de la fédération à renoncer à cette tournée. Cette crise aboutit à l'élection d'un nouveau comité dans la foulée. En novembre, le gouvernement interdit toute visite d'une équipe argentine en Afrique du Sud et toute tournée d'une équipe sud-africaine en Argentine. Cette politique reste en vigueur jusqu'en 1991. En 1984, le gouvernement argentin fait interdire aux Jaguars toute utilisation du drapeau Argentin.

### 2011: renaissance sous la fédération continentale
En 2011, la Confederación Sudamericana de Rugby rassemble à nouveau une sélection sud-américaine, dans un premier temps désignée en tant que Sudamérica Invitación ou CONSUR XV.

## Identité visuelle
Les Jaguars des années 1980 jouaient avec un maillot blanc comportant trois bandes horizontales jaune, rouge et bleu, ainsi que des poignets et un col vert. Leur écusson représente les cinq nationalités des joueurs de la sélection : il comprend le jaguar argentin, le tero urugayen, le jacara paraguayen et le condor chilien, le tout surmonté d'un ballon de rugby symbolisant le Brésil.

## Résultats

### De 1980 à 1984
| Date            | Lieu                              | Équipe à domicile         | Score   | Visiteurs                 |
| --------------- | --------------------------------- | ------------------------- | ------- | ------------------------- |
| 26 avril 1980   | Wanderers Stadium, Johannesburg   | Afrique du Sud            | 24 – 9  | Jaguars d'Amérique du Sud |
| 3 mai 1980      | Kings Park Stadium, Durban        | Afrique du Sud            | 18 – 9  | Jaguars d'Amérique du Sud |
| 18 octobre 1980 | Montevideo, Uruguay               | Jaguars d'Amérique du Sud | 13 – 22 | Afrique du Sud            |
| 25 octobre 1980 | Santiago, Chili                   | Jaguars d'Amérique du Sud | 16 – 30 | Afrique du Sud            |
| 27 mars 1982    | Loftus Versfeld Stadium, Pretoria | Afrique du Sud            | 50 – 18 | Jaguars d'Amérique du Sud |
| 3 avril 1982    | Free State Stadium, Bloemfontein  | Afrique du Sud            | 12 – 21 | Jaguars d'Amérique du Sud |
| 20 octobre 1984 | Loftus Versfeld Stadium, Pretoria | Afrique du Sud            | 32 – 15 | Jaguars d'Amérique du Sud |
| 27 octobre 1984 | Newlands Stadium, Le Cap          | Afrique du Sud            | 22 – 13 | Jaguars d'Amérique du Sud |